# Liste des meilleurs intercepteurs en NBA en playoffs
Cette page présente la liste des meilleurs intercepteurs en playoffs NBA en carrière.

## Explications
Actuellement, trois joueurs de cette liste sont encore en activité. Les interceptions sont comptabilisées depuis la saison NBA 1973-1974. 
Certains statistiques de joueurs se trouvent être sous-évaluées, soit du fait de la non-prise en compte des interceptions durant une grande partie de leur carrière en NBA antérieure à 1973, soit du fait d'avoir évolué dans la ligue concurrente de l'époque, la ABA.

## Classement
| ^ | Joueur en activité en NBA                                       |
| * | Joueur intronisé au Basketball Hall of Fame                     |
| ° | Joueur ne répondant pas aux critères du Basketball Hall of Fame |

- Mise à jour le 19 mai 2025.

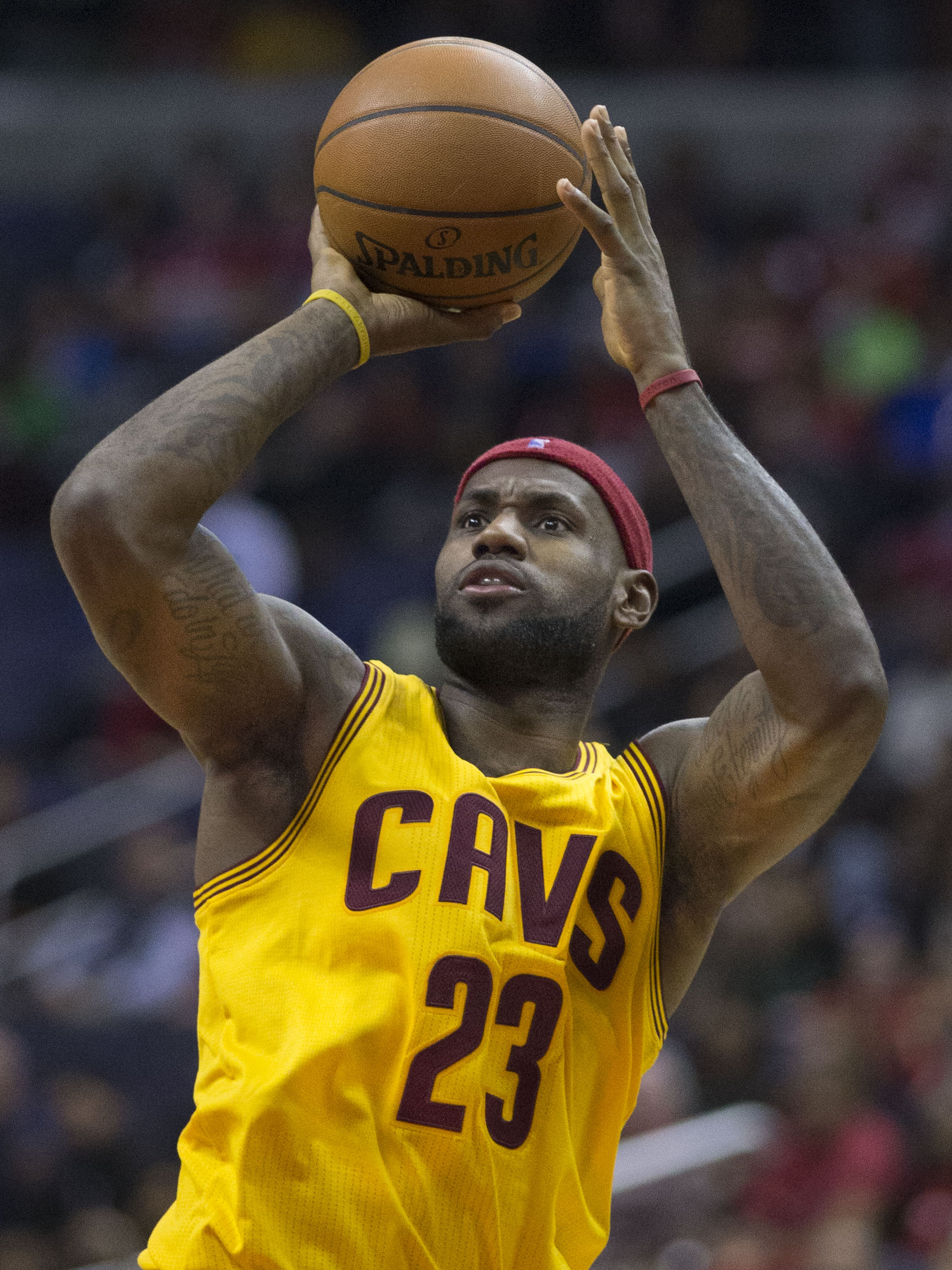
LeBron James (1er)

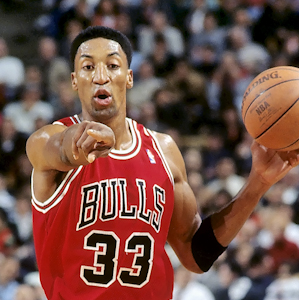
Scottie Pippen (2e)

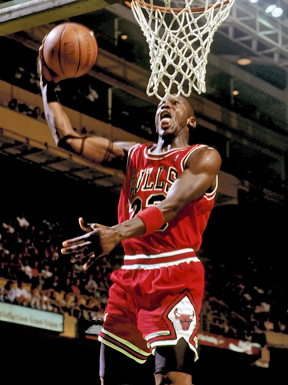
Michael Jordan (3e)

- Very good work, but you forgot Curry with 231.

| Rang | Nom             | Total d'interceptions | Matchs disputés | Moyenne en carrière | C |
| ---- | --------------- | --------------------- | --------------- | ------------------- | - |
| 1    | LeBron James    | 493                   | 292             | 1,68                | ^ |
| 2    | Scottie Pippen  | 395                   | 208             | 1,90                | * |
| 3    | Michael Jordan  | 376                   | 179             | 2,10                | * |
| 4    | Magic Johnson   | 358                   | 190             | 1,88                | * |
| 5    | John Stockton   | 338                   | 182             | 1,86                | * |
| 6    | Kobe Bryant     | 310                   | 220             | 1,41                | * |
| 7    | Jason Kidd      | 302                   | 158             | 1,91                | * |
| 8    | Larry Bird      | 296                   | 164             | 1,80                | * |
| 9    | Maurice Cheeks  | 295                   | 133             | 2,22                | * |
| 10   | Manu Ginóbili   | 292                   | 218             | 1,34                | * |
| 11   | Chris Paul      | 287                   | 149             | 1,93                | ^ |
| 12   | James Harden    | 282                   | 173             | 1,64                | ^ |
| 13   | Clyde Drexler   | 278                   | 145             | 1,92                | * |
| 14   | Robert Horry    | 276                   | 244             | 1,13                |   |
| 15   | Dwyane Wade     | 273                   | 177             | 1,58                | * |
| 16   | Derek Fisher    | 272                   | 259             | 1,05                |   |
| 17   | Karl Malone     | 258                   | 193             | 1,34                | * |
| 18   | Draymond Green  | 257                   | 169             | 1,53                | ^ |
| 19   | Kawhi Leonard   | 256                   | 146             | 1,78                | ^ |
| 20   | Dennis Johnson  | 247                   | 180             | 1,37                | * |
| 21   | Hakeem Olajuwon | 245                   | 145             | 1,69                | * |
| 22   | Julius Erving   | 235                   | 141             | 1,67                | * |
| 23   | Isiah Thomas    | 234                   | 111             | 2,11                | * |
| 24   | Rajon Rondo     | 228                   | 134             | 1,70                | ° |
| 25   | Byron Scott     | 226                   | 183             | 1,23                |   |